# Paolo Montero
Rónald Paolo Montero Iglesias (Montevideo, 3 september 1971) is een voormalig Uruguayaans voetballer, die in eigen land voor Peñarol (1990-1992 en 2006-2007) speelde.

## Clubcarrière
In 1992 vertrok de verdediger naar Italië, alwaar hij voor Atalanta Bergamo (1992-1996) en Juventus (1996-2005) speelde. In de dertien jaar in Italiaanse dienst heeft hij de twijfelachtige eer verdiend de meest uit het veld gestuurde speler te zijn in de Serie A: 19 keer in negen jaar. Het leverde hem de bijnaam Het Mes uit Montevideo op.
Met Juventus won Montero vijf keer de Scudetto (1997, 1998, 2002, 2003, 2005). Na de komst van Fabio Cannavaro in 2004 naar Juventus moest hij vooral op de bank plaatsnemen. De Uruguayaan speelde in het seizoen 2004/05 slechts vijf wedstrijden in de Serie A. Montero besloot daarom te vertrekken. Zijn nieuwe club werd het Argentijnse San Lorenzo.
Montero beëindigde zijn actieve loopbaan in 2007 bij de club waar de op dat moment 35-jarige verdediger ook zijn profcarrière was begonnen: Peñarol. Hij speelde in zijn zestienjarige carrière in totaal 370 competitiewedstrijden, waarin hij acht keer scoorde.

## Interlandcarrière
Met het nationaal elftal van Uruguay was Montero actief bij het WK voetbal 2002, de Copa América van 2004 en de Confederations Cup van 1997. Hij maakte zijn debuut op 5 mei 1991 in de vriendschappelijke uitwedstrijd tegen de Verenigde Staten (1-0), net als César Silvera (Peñarol), Gustavo Ferreyra (Peñarol), William Gutiérrez (Defensor Sporting Club), Víctor López (Peñarol), Henry López Báez (Bella Vista Montevideo), Leonardo Ramos (Vélez Sarsfield) en Guillermo Sanguinetti (Racing Club de Avellaneda).
Montero's vader is oud-international Julio Montero, die als speler van Nacional uitkwam op het WK in 1970 (Mexico) en 1974 (West-Duitsland). Op dit laatste toernooi had hij de twijfelachtige eer tegen Nederland uit het veld te worden gestuurd na een overtreding op Rob Rensenbrink.
| Interlands van Rónald Paolo Montero voor Uruguay | Interlands van Rónald Paolo Montero voor Uruguay | Interlands van Rónald Paolo Montero voor Uruguay | Interlands van Rónald Paolo Montero voor Uruguay | Interlands van Rónald Paolo Montero voor Uruguay | Interlands van Rónald Paolo Montero voor Uruguay | Interlands van Rónald Paolo Montero voor Uruguay |
| №                                                | Datum                                            | Plaats                                           | Opponent                                         | Uitslag                                          | Competitie                                       | Goal                                             |
| ------------------------------------------------ | ------------------------------------------------ | ------------------------------------------------ | ------------------------------------------------ | ------------------------------------------------ | ------------------------------------------------ | ------------------------------------------------ |
| 1                                                | 5 mei 1991                                       | Denver                                           | Verenigde Staten                                 | 0 – 1                                            | Oefeninterland                                   |                                                  |
| 2                                                | 7 mei 1991                                       | Los Angeles                                      | Mexico                                           | 2 – 0                                            | Oefeninterland                                   |                                                  |
| 3                                                | 14 mei 1991                                      | San Jose                                         | Costa Rica                                       | 1 – 0                                            | Oefeninterland                                   |                                                  |
| 4                                                | 30 mei 1991                                      | Santiago                                         | Chili                                            | 1 – 2                                            | Oefeninterland                                   |                                                  |
| 5                                                | 13 oktober 1993                                  | Karlsruhe                                        | Duitsland                                        | 0 – 5                                            | Oefeninterland                                   |                                                  |
| 6                                                | 18 januari 1995                                  | La Coruña                                        | Spanje                                           | 2 – 2                                            | Oefeninterland                                   |                                                  |
| 7                                                | 29 maart 1995                                    | Londen                                           | Engeland                                         | 0 – 0                                            | Oefeninterland                                   |                                                  |
| 8                                                | 31 maart 1995                                    | Belgrado                                         | Joegoslavië                                      | 0 – 1                                            | Oefeninterland                                   |                                                  |
| 9                                                | 11 oktober 1995                                  | Salvador                                         | Brazilië                                         | 0 – 2                                            | Oefeninterland                                   |                                                  |
| 10                                               | 24 april 1996                                    | Caracas                                          | Venezuela                                        | 2 – 0                                            | WK-kwalificatie                                  |                                                  |
| 11                                               | 2 juni 1996                                      | Montevideo                                       | Paraguay                                         | 0 – 2                                            | WK-kwalificatie                                  |                                                  |
| 12                                               | 8 oktober 1996                                   | Montevideo                                       | Bolivia                                          | 1 – 0                                            | WK-kwalificatie                                  |                                                  |
| 13                                               | 12 november 1996                                 | Santiago                                         | Chili                                            | 0 – 1                                            | WK-kwalificatie                                  |                                                  |
| 14                                               | 15 december 1996                                 | Montevideo                                       | Peru                                             | 2 – 0                                            | WK-kwalificatie                                  | Goal                                             |
| 15                                               | 12 januari 1997                                  | Montevideo                                       | Argentinië                                       | 0 – 0                                            | WK-kwalificatie                                  |                                                  |
| 16                                               | 12 februari 1997                                 | Quito                                            | Ecuador                                          | 0 – 4                                            | WK-kwalificatie                                  |                                                  |
| 17                                               | 2 april 1997                                     | Montevideo                                       | Venezuela                                        | 3 – 1                                            | WK-kwalificatie                                  | Goal                                             |
| 18                                               | 8 juni 1997                                      | Montevideo                                       | Colombia                                         | 1 – 1                                            | WK-kwalificatie                                  |                                                  |
| 19                                               | 20 augustus 1997                                 | Montevideo                                       | Chili                                            | 1 – 0                                            | WK-kwalificatie                                  |                                                  |
| 20                                               | 12 oktober 1997                                  | Buenos Aires                                     | Argentinië                                       | 0 – 0                                            | WK-kwalificatie                                  |                                                  |
| 21                                               | 13 december 1997                                 | Riyadh                                           | V.A.E.                                           | 2 – 0                                            | FIFA Confederations Cup                          |                                                  |
| 22                                               | 15 december 1997                                 | Riyadh                                           | Tsjechië                                         | 2 – 1                                            | FIFA Confederations Cup                          |                                                  |
| 23                                               | 19 december 1997                                 | Riyadh                                           | Australië                                        | 0 – 1                                            | FIFA Confederations Cup                          |                                                  |
| 24                                               | 21 december 1997                                 | Riyadh                                           | Tsjechië                                         | 0 – 1                                            | FIFA Confederations Cup                          |                                                  |
| 25                                               | 24 mei 1998                                      | Santiago                                         | Chili                                            | 2 – 2                                            | Oefeninterland                                   |                                                  |
| 26                                               | 18 augustus 1999                                 | Montevideo                                       | Costa Rica                                       | 5 – 4                                            | Oefeninterland                                   |                                                  |
| 27                                               | 8 september 1999                                 | Montevideo                                       | Venezuela                                        | 2 – 0                                            | Oefeninterland                                   |                                                  |
| 28                                               | 12 oktober 1999                                  | Montevideo                                       | Ecuador                                          | 0 – 0                                            | Oefeninterland                                   |                                                  |
| 29                                               | 17 november 1999                                 | Maldonado                                        | Paraguay                                         | 0 – 1                                            | Oefeninterland                                   |                                                  |
| 30                                               | 17 februari 2000                                 | Maldonado                                        | Hongarije                                        | 2 – 0                                            | Oefeninterland                                   |                                                  |
| 31                                               | 29 maart 2000                                    | Montevideo                                       | Bolivia                                          | 1 – 0                                            | WK-kwalificatie                                  |                                                  |
| 32                                               | 3 juni 2000                                      | Montevideo                                       | Chili                                            | 2 – 1                                            | WK-kwalificatie                                  | Goal                                             |
| 33                                               | 28 juni 2000                                     | Rio de Janeiro                                   | Brazilië                                         | 1 – 1                                            | WK-kwalificatie                                  |                                                  |
| 34                                               | 18 juli 2000                                     | Montevideo                                       | Venezuela                                        | 3 – 1                                            | WK-kwalificatie                                  |                                                  |
| 35                                               | 25 juli 2000                                     | Montevideo                                       | Peru                                             | 0 – 0                                            | WK-kwalificatie                                  |                                                  |
| 36                                               | 28 februari 2001                                 | Koper                                            | Slovenië                                         | 2 – 0                                            | Oefeninterland                                   |                                                  |
| 37                                               | 28 maart 2001                                    | Montevideo                                       | Paraguay                                         | 0 – 1                                            | WK-kwalificatie                                  |                                                  |
| 38                                               | 1 juli 2001                                      | Montevideo                                       | Brazilië                                         | 1 – 0                                            | WK-kwalificatie                                  |                                                  |
| 39                                               | 14 augustus 2001                                 | Maracaibo                                        | Venezuela                                        | 0 – 2                                            | WK-kwalificatie                                  |                                                  |
| 40                                               | 7 oktober 2001                                   | Montevideo                                       | Colombia                                         | 1 – 1                                            | WK-kwalificatie                                  |                                                  |
| 41                                               | 7 november 2001                                  | Quito                                            | Ecuador                                          | 1 – 1                                            | WK-kwalificatie                                  |                                                  |
| 42                                               | 14 november 2001                                 | Montevideo                                       | Argentinië                                       | 1 – 1                                            | WK-kwalificatie                                  |                                                  |
| 43                                               | 20 november 2001                                 | Melbourne                                        | Australië                                        | 0 – 1                                            | WK-kwalificatie                                  |                                                  |
| 44                                               | 25 november 2001                                 | Montevideo                                       | Australië                                        | 3 – 1                                            | WK-kwalificatie                                  |                                                  |
| 45                                               | 16 mei 2002                                      | Shenyang                                         | China                                            | 2 – 0                                            | Oefeninterland                                   |                                                  |
| 46                                               | 1 juni 2002                                      | Ulsan                                            | Denemarken                                       | 1 – 2                                            | WK-eindronde                                     |                                                  |
| 47                                               | 5 juni 2002                                      | Busan                                            | Frankrijk                                        | 0 – 0                                            | WK-eindronde                                     |                                                  |
| 48                                               | 11 juni 2002                                     | Suwon                                            | Senegal                                          | 3 – 3                                            | WK-eindronde                                     |                                                  |
| 49                                               | 7 juli 2004                                      | Chiclayo                                         | Mexico                                           | 2 – 2                                            | Copa América                                     | Goal                                             |
| 50                                               | 10 juli 2004                                     | Chiclayo                                         | Ecuador                                          | 2 – 1                                            | Copa América                                     |                                                  |
| 51                                               | 18 juli 2004                                     | Tacna                                            | Paraguay                                         | 3 – 1                                            | Copa América                                     |                                                  |
| 52                                               | 21 juli 2004                                     | Lima                                             | Brazilië                                         | 1 – 1                                            | Copa América                                     |                                                  |
| 53                                               | 5 september 2004                                 | Montevideo                                       | Ecuador                                          | 1 – 0                                            | WK-kwalificatie                                  |                                                  |
| 54                                               | 17 november 2004                                 | Montevideo                                       | Paraguay                                         | 1 – 0                                            | WK-kwalificatie                                  | Goal                                             |
| 55                                               | 26 maart 2005                                    | Santiago                                         | Chili                                            | 1 – 1                                            | WK-kwalificatie                                  |                                                  |
| 56                                               | 30 maart 2005                                    | Montevideo                                       | Brazilië                                         | 1 – 1                                            | WK-kwalificatie                                  |                                                  |
| 57                                               | 4 juni 2005                                      | Maracaibo                                        | Venezuela                                        | 1 – 1                                            | WK-kwalificatie                                  |                                                  |
| 58                                               | 4 september 2005                                 | Montevideo                                       | Colombia                                         | 3 – 2                                            | WK-kwalificatie                                  |                                                  |
| 59                                               | 12 oktober 2005                                  | Montevideo                                       | Argentinië                                       | 1 – 0                                            | WK-kwalificatie                                  |                                                  |
| 60                                               | 12 november 2005                                 | Montevideo                                       | Australië                                        | 1 – 0                                            | WK-kwalificatie                                  |                                                  |
| 61                                               | 16 november 2005                                 | Sydney                                           | Australië                                        | 0 – 1                                            | WK-kwalificatie                                  |                                                  |

- Alle uitslagen bezien vanuit perspectief Uruguay.

## Erelijst
Juventus
- Italiaans landskampioen

1997, 1998, 2002, 2003, 2005
- Italiaanse Supercup

1997, 2002, 2003